# Cratere Proctor (Marte)
Proctor è un cratere sulla superficie di Marte.
Il cratere è dedicato all'astronomo britannico Richard Proctor.